# Mieścisko (Grande-Pologne)
Pour les articles homonymes, voir Mieścisko.
Mieścisko (prononciation : [mjɛɕˈt͡ɕiskɔ]) est un village de Pologne, située dans la voïvodie de Grande-Pologne. Elle est le chef-lieu de la gmina de Mieścisko, dans le powiat de Wągrowiec.
Il se situe à 11 kilomètres au sud-est de Wągrowiec (siège du powiat) et à 48 kilomètres au nord-est de Poznań (capitale régionale).
Le village possède une population de 2 500 habitants.

## Géographie
Dans une région agricole, Mieścisko se situe à l'est de la voïvodie, à la limite de celle de Couïavie-Poméranie.
La rivière Wełna traverse le village.

## Histoire
En 1474, le roi Casimir IV Jagellon a donné les droits de ville à Mieścisko.
De 1793 à 1919, Mietschisko fait partie de l'arrondissement de Wongrowitz dans le district de Bromberg de la province de Posnanie.
De 1975 à 1998, Mieścisko faisait partie du territoire de la voïvodie de Poznań.

## Monument
- l'église Saint-Michel, construite en 1875-1876.